# Saint-Ulrich
Saint-Ulrich là một xã ở tỉnh Haut-Rhin trong vùng Grand Est ở đông bắc Pháp. Xã này có diện tích 3,85 km², dân số năm 1999 là 310 người. Khu vực này có độ cao 340 mét trên mực nước biển.